# الزعال (كحلان الشرف)

تعديل مصدري - تعديل

الزعال هي إحدى قرى عزلة نوسان بمديرية كحلان الشرف التابعة لمحافظة حجة، بلغ تعداد سكانها 681 نسمة حسب تعداد اليمن لعام 2004.